# Belleroche (Loire)
Pour les articles homonymes, voir Belleroche.
Belleroche est une commune française située dans le département de la Loire en région Auvergne-Rhône-Alpes.

## Géographie

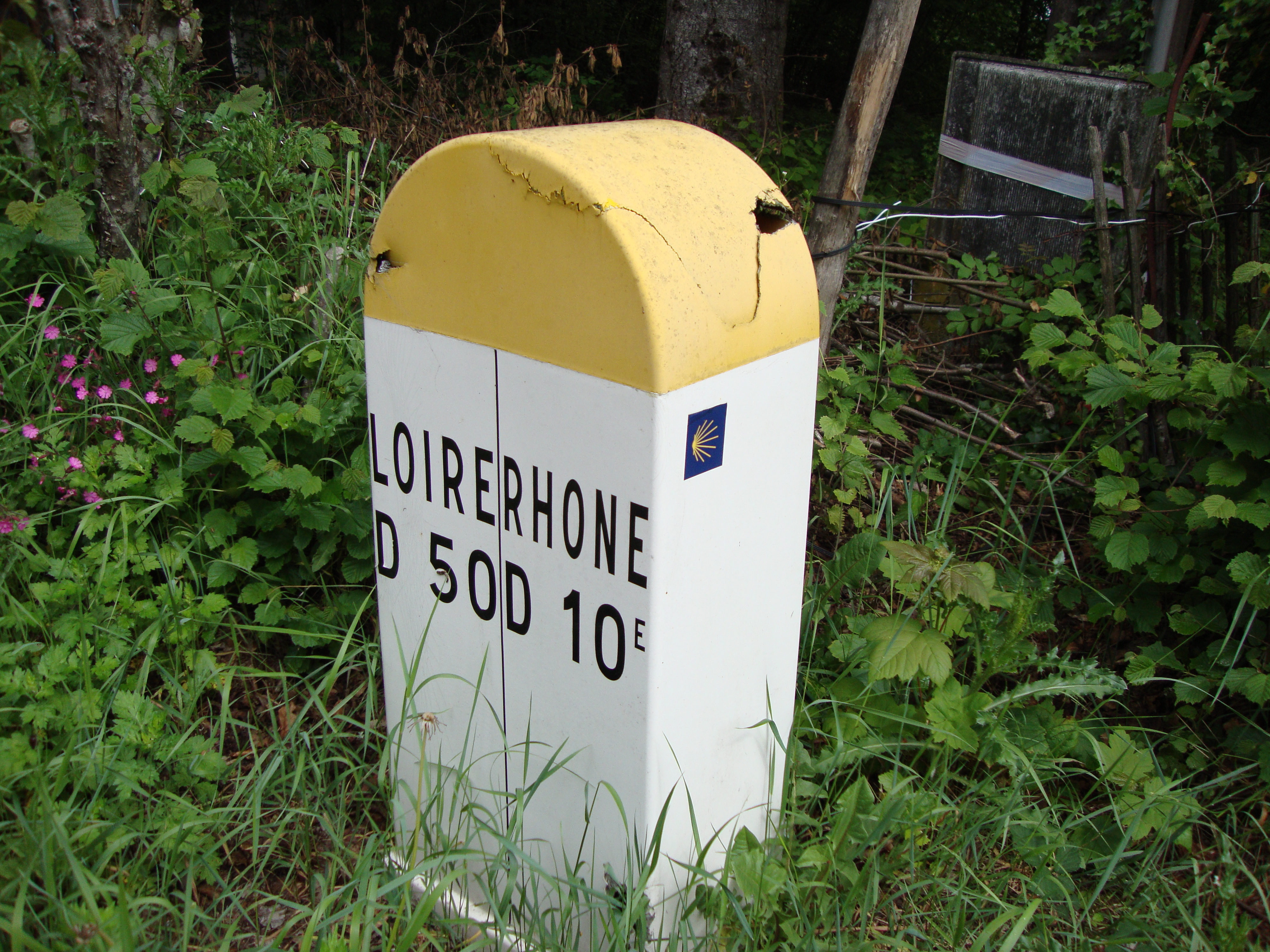
Borne entre départements, entre Belleroche et Poule-les-Écharmeaux.

Belleroche est la commune la plus à l'est de l'arrondissement de Roanne.

### Climat
Pour des articles plus généraux, voir Climat d'Auvergne-Rhône-Alpes et Climat de la Loire.
En 2010, le climat de la commune est de type climat des marges montargnardes, selon une étude du Centre national de la recherche scientifique s'appuyant sur une série de données couvrant la période 1971-2000. En 2020, Météo-France publie une typologie des climats de la France métropolitaine dans laquelle la commune est exposée à un climat de montagne ou de marges de montagne et est dans une zone de transition entre les régions climatiques « Centre et contreforts nord du Massif Central » et « Nord-est du Massif Central ». 
Pour la période 1971-2000, la température annuelle moyenne est de 10,1 °C, avec une amplitude thermique annuelle de 15,9 °C. Le cumul annuel moyen de précipitations est de 1 021 mm, avec 11,8 jours de précipitations en janvier et 8,1 jours en juillet. Pour la période 1991-2020, la température moyenne annuelle observée sur la station météorologique de Météo-France la plus proche, « Monsols », sur la commune de Deux-Grosnes à 10 km à vol d'oiseau, est de 10,6 °C et le cumul annuel moyen de précipitations est de 1 145,9 mm,. Pour l'avenir, les paramètres climatiques de la commune estimés pour 2050 selon différents scénarios d'émission de gaz à effet de serre sont consultables sur un site dédié publié par Météo-France en novembre 2022.

## Urbanisme

### Typologie
Au 1er janvier 2024, Belleroche est catégorisée commune rurale à habitat dispersé, selon la nouvelle grille communale de densité à sept niveaux définie par l'Insee en 2022.
Elle est située hors unité urbaine et hors attraction des villes,.

### Occupation des sols
L'occupation des sols de la commune, telle qu'elle ressort de la base de données européenne d’occupation biophysique des sols Corine Land Cover (CLC), est marquée par l'importance des forêts et milieux semi-naturels (63,5 % en 2018), en diminution par rapport à 1990 (65,7 %). La répartition détaillée en 2018 est la suivante : 
forêts (63,5 %), prairies (36,5 %). L'évolution de l’occupation des sols de la commune et de ses infrastructures peut être observée sur les différentes représentations cartographiques du territoire : la carte de Cassini (XVIIIe siècle), la carte d'état-major (1820-1866) et les cartes ou photos aériennes de l'IGN pour la période actuelle (1950 à aujourd'hui).

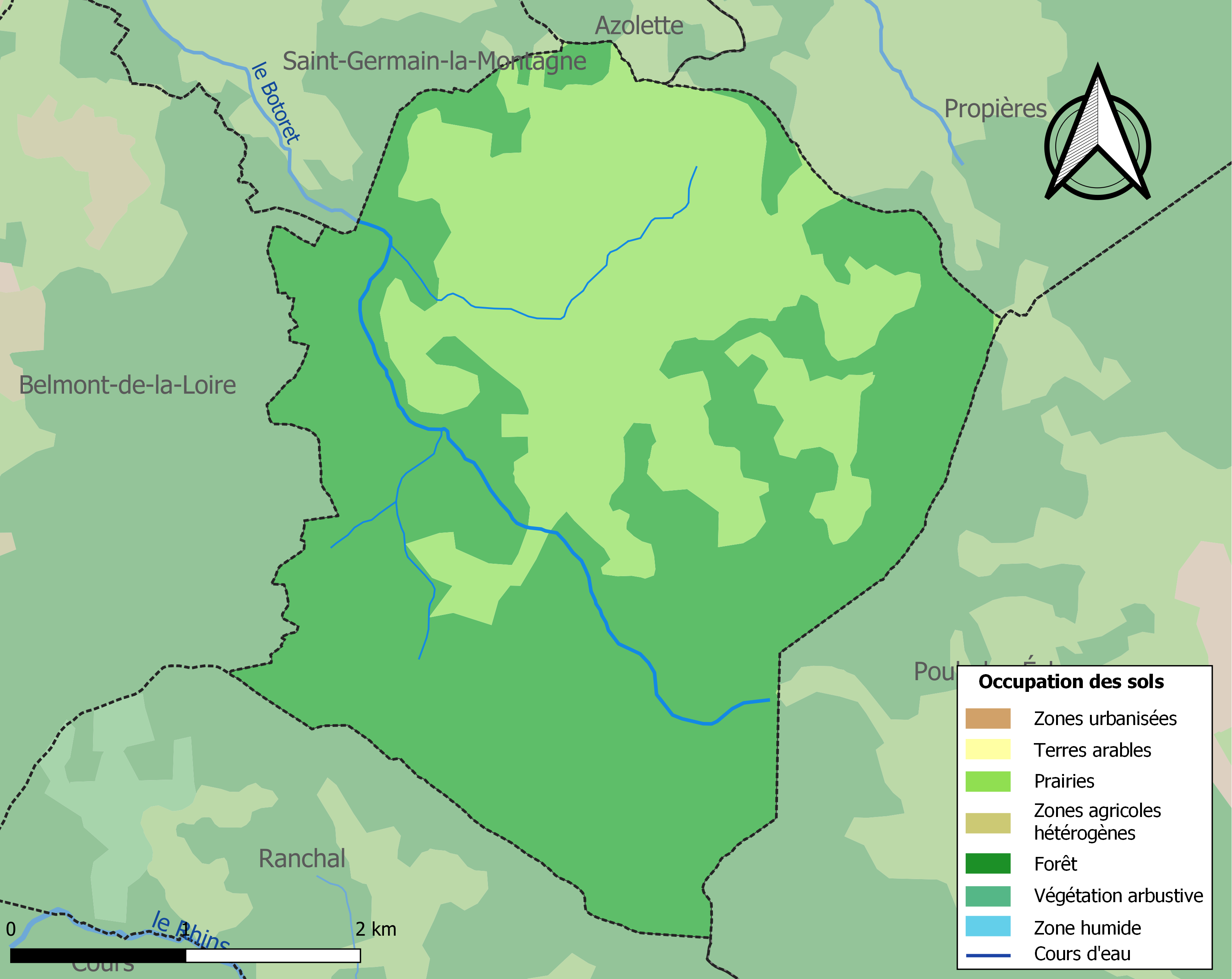
Carte des infrastructures et de l'occupation des sols de la commune en 2018 (CLC).

## Histoire
Présence romaine dans la région (Camp militaire du Tourvéon).

### Les différents noms de Belleroche
La commune de Belleroche fut citée pour la première fois dans un acte de donation au monastère de Cluny d’un domaine située dans un lieu appelé « Chapelle près de le Roche » d’un dénommé Richard grand propriétaire à Belleroche. Le terme « Chapelle de la Roche » désignent l’église primitive de la commune qui fut bâtie sur une roche. Cette église devint chapelle castrale lorsque le château fort fut construit vers l’an 1100 et servit d’église paroissiale jusque vers l’an 1562.
Avant 1470, les actes officiels (vente ; achat ; donation..) s’écrivaient essentiellement en latin et peu en français. C’est ainsi que le nom de la commune s’écrivait Bella Roca, Bella Rupes ou Belle Rochi. En français c’est sous la forme patoise (« Baleroche »)que l’on retrouve le nom de la paroisse.
On retrouve aussi le nom de la paroisse dans des actes anciens et ceci  jusque vers 1500 sous la forme de « Vayvères ».

### Belleroche sous la domination des Seigneurs de Beaujeu
Avant l'an 1000 - jusque vers 1300.
Il est probable que Belleroche appartenait à la seigneurie de Thizy avant l'an 1000. À la suite du mariage de Guichard II, quatrième seigneur de Beaujeu avec Ricoaire de Salornay, celle-ci apporta les seigneuries de Thizy et d'Amplepuis en dot. Humbert II succéda à Guichard II vers 1080. En 1101, Guichard III succéda à son père et c'est lui qui fit construire au nord de Beaujeu une ligne de châteaux forts destinée à la protection de son château de Beaujeu et de ses propriétés des vues des seigneurs de Dun. Ces forteresses furent élevées sur les communes de Propières, Ouroux et Belleroche.
Vers l'an 1250, Humbert V, seigneur de Beaujeu donna en dot à sa fille Sibylle pour son mariage avec Aymard IV de Poitiers, comte de Valentinois les domaines qu'il possédait sur la paroisse de Belleroche. Les seigneurs de Beaujeu avaient installé à Belleroche une châtellenie. Le « Châtelin » ou Prévost était chargé de faire la police, il était gérant du château. De plus, toute châtellenie avait un tribunal et cette cour de justice exista jusqu'en 1793. Le comte habitait Valence et il ne pouvait donc gérer son domaine ; c'est sans doute la cause de la vente de la baronnie de Belleroche à Guichard de Marzé vers l'an 1300.

### Belleroche sous la domination de la famille Marzé
Vers 1300 jusqu'à 1573.
La seigneurie de Belleroche vit se succéder différents membre de la famille de Marzé. Guichard de Marzé était le fils de Huges de Marzé, seigneur d’Alix, riche propriétaire Beaujolais.
Tout d’abord, Guichard de l’an 1300 à 1320 qui fut le premier comme seigneur de Belleroche. Puis son fils Hugues Ier de 1320 à 1354 environ. La seigneurie resta dans la famille Marzé jusqu'à Théodre de Marzé qui, sans héritier, avait légué tous ses biens à son épouse Jane de Crussol. Au décès de celle-ci, c’est Jeanne Mitte épouse de Philibert de Nagu qui hérita de sa tante (vers l’an 1573). C’est ainsi que la seigneurie de Belleroche passa à la famille Nagu-Varenne.

### Belleroche sous la domination de la famille Nagu-Varenne
Période 1573 - 1770.
Jean de Nagu, fils unique de Jane de Crusol, hérita de la seigneurie de Belleroche. La seigneurie de Belleroche passa ainsi dans la famille jusqu'à Charles-Gabriel de Nagu qui, pour subvenir aux dépenses liées à sa vie parisienne, vendit le 6 mars 1770 tous ses biens à Pierre Giraud, fonctionnaire important à la cour des monnaies de Lyon.
Pierre Giraud est décédé lorsque la Révolution de 1789 éclate, sa veuve Françoise de Nolhac qui a hérité de ses biens émigre en 1791. Les biens situés à Belleroche furent vendus aux enchères à Roanne.

### Belleroche à l’époque de la Révolution de 1789
Au début de 1789, chaque commune devait nommer des délégués pour assister aux assemblées qui se tenaient au chef-lieu de la province et apporter les revendications des habitants qu’ils représentaient. Le cahier de doléance de Belleroche demande la suppression des privilèges des seigneurs, l’allégement des impôts et le remplacement de la dîme par un traitement donné aux curés.
À la fin de 1789, on divisa la France en départements, arrondissements et cantons. Belleroche fut rattaché a l’arrondissement de Roanne car la ligne de partage des eaux passe au lieu-dit Les Écharmeaux (Poule-les-Écharmeaux), juste au-dessus de la commune. Les eaux de Belleroche s’en vont dans la Loire alors que celles de Poule s’en vont dans le Rhône. La population de la commune souhaitait rester rattacher à l’arrondissement de Villefranche. Ainsi ils envoient une réclamation en 1790 à Lyon. À la suite de réclamation, Belleroche fut rattaché à l’arrondissement de Mâcon et ceci pour une durée de deux mois. Les habitants de la commune n’ayant aucune relation avec Mâcon ont dû faire une nouvelle réclamation et Belleroche fut liée a nouveau au district de Roanne et au canton de Belmont.
Au début de 1790, la première municipalité fut organisée à Belleroche, le premier maire fut ainsi Joseph Longin.
La commune de Belleroche, ainsi que toutes les communes des cantons de Belmont et Charlieu, furent incorporées le 31 juillet 1793 au département de Saône et Loire. Mais ces communes n’y restèrent que trois mois et demi et les communes furent de nouveau annexées par le département de la Loire.
Le 19 novembre 1793, le département de Rhône et Loire est scindé en deux et Belleroche est définitivement rattaché au département de la Loire.

## Politique et administration
| Période                                  | Période   | Identité                 | Étiquette | Qualité |
| ---------------------------------------- | --------- | ------------------------ | --------- | ------- |
| Les données manquantes sont à compléter. |           |                          |           |         |
| 1790                                     | 1795      | Antoine Joseph Longin    |           |         |
| 1795                                     | 1823      | Jean-Marie Cheuzeville   |           |         |
| 1823                                     | 1829      | Jean-Joseph Cheuzeville  |           |         |
| 1829                                     | 1830      | Claude-François Chignier |           |         |
| 1830                                     | 1832      | Charles-Alexandre Longin |           |         |
| 1832                                     | 1835      | Louis Chignier           |           |         |
| 1835                                     | 1848      | Charles-Alexandre Longin |           |         |
| 1848                                     | 1856      | Louis Longin             |           |         |
| 1856                                     | 1860      | Benoît Thivend           |           |         |
| 1860                                     | 1870      | Jean-Baptiste Longin     |           |         |
| 1870                                     | 1889      | Louis-Henri Longin       |           |         |
| 1889                                     | 1900      | Jean-Baptiste Longin     |           |         |
| 1900                                     | 1911      | Marius Trecasse          |           |         |
| 1911                                     | 1929      | Joseph Chaumont          |           |         |
| 1929                                     | 1953      | Félix Chaumont           |           |         |
| 1953                                     | 1959      | Lucien Tabillon          |           |         |
| 1959                                     | 1965      | Louis Breleau            |           |         |
| 1965                                     | 1983      | Lucien Tabillon          |           |         |
| 1983                                     | 1989      | Joannes Desbas           |           |         |
| 1989                                     | mars 2001 | Jean Lespinasse          |           |         |
| mars 2001                                | mars 2014 | René Desbat              |           |         |
| mars 2014                                | En cours  | René Chetail             |           |         |

Liste des maires sur MairesGenWeb.

## Démographie
L'évolution du nombre d'habitants est connue à travers les recensements de la population effectués dans la commune depuis 1793. Pour les communes de moins de 10 000 habitants, une enquête de recensement portant sur toute la population est réalisée tous les cinq ans, les populations de référence des années intermédiaires étant quant à elles estimées par interpolation ou extrapolation. Pour la commune, le premier recensement exhaustif entrant dans le cadre du nouveau dispositif a été réalisé en 2004.

En 2022, la commune comptait 313 habitants, en évolution de +0,32 % par rapport à 2016 (Loire : +1,32 %, France hors Mayotte : +2,11 %).
| 1793 | 1800 | 1806 | 1821 | 1831 | 1836 | 1841  | 1846  | 1851  |
| ---- | ---- | ---- | ---- | ---- | ---- | ----- | ----- | ----- |
| 940  | 752  | 831  | 801  | 829  | 956  | 1 124 | 1 071 | 1 024 |

| 1856 | 1861 | 1866 | 1872 | 1876 | 1881 | 1886 | 1891 | 1896 |
| ---- | ---- | ---- | ---- | ---- | ---- | ---- | ---- | ---- |
| 831  | 962  | 928  | 911  | 861  | 829  | 826  | 750  | 750  |

| 1901 | 1906 | 1911 | 1921 | 1926 | 1931 | 1936 | 1946 | 1954 |
| ---- | ---- | ---- | ---- | ---- | ---- | ---- | ---- | ---- |
| 716  | 683  | 643  | 576  | 510  | 509  | 485  | 410  | 382  |

| 1962 | 1968 | 1975 | 1982 | 1990 | 1999 | 2004 | 2006 | 2009 |
| ---- | ---- | ---- | ---- | ---- | ---- | ---- | ---- | ---- |
| 356  | 346  | 301  | 284  | 232  | 211  | 242  | 251  | 266  |

| 2014 | 2019 | 2022 | - | - | - | - | - | - |
| ---- | ---- | ---- | - | - | - | - | - | - |
| 307  | 314  | 313  | - | - | - | - | - | - |

## Culture locale et patrimoine

### Lieux et monuments
- Tunnel des Écharmeaux long de 4 155 m sur la ligne de Paray-le-Monial à Givors-Canal.
- Madone sculptée en 1950 par Alphonse Berg (° 1905 - † 1972), à la demande de l'abbé Desperrier. Lieu-dit les Noyers.
- Col des Écorbans en limite de la commune et du département.
- Église Saint-Jean-Baptiste[18] :

L’ancienne église à la sortie de la révolution était vide de mobilier. Tout avait été brûlé, la cloche avait été réquisitionnée. Le toit mal entretenu était plein de gouttières. La population fit des travaux conservatoires pour pouvoir bénéficier d'un lieu de culte au village.
Dix ans après la chute de Napoléon, la population pensa à remplacer cette église très humide et devenue trop petite.
La commune étant pauvre la municipalité et la fabrique s’entendirent pour éviter le plus possible de payer en argent. Il fut convenu que les plus riches fourniraient des planches, des linteaux et des poutres pour le toit. La chose est facile puisque tous « propriétaires » de la commune possédaient des bois. Pour ceux qui possédaient des attelages, il leur fut demander de transporter les pierres. Quant aux pauvres ils durent aider les maçons pour démolir l'ancien bâtiment et construire ce nouvel édifice.
L’église actuelle fut édifiée grâce à la bonne volonté de toute la population et son inauguration eut lieu en 1829 (date gravée au dessus du portail d'entrée). Mais il fallut attendre 1851 pour que le clocher accueille une cloche.
Les murs furent ornés de lambris en noyer, les confessionnaux et les stalles furent aussi exécutés en noyer. Il faut dire que cet arbre était en nombre à cette époque et qu'il se vendait difficilement à cause du manque de moyens de transport.

### Personnalités liées à la commune
- Famille d'Elicourt de Belleroche, qui est issue de la petite noblesse de la ville[réf. nécessaire].

### Blasonnement
|  | Les armoiries de Belleroche se blasonnent ainsi : D'or au lion de sable armé et lampassé de gueules à la fasce emmanchée de deux pièces et deux demies d'hermine et de trois de sinople forme de sapin brochant sur le tout. Conférence Permanente d'Héraldique de la Loire (Archives départementales de la Loire) Alias : D’or au lion de sable, armé et lampassé de gueules; à la fasce d’hermine chargée de trois sapins de sinople brochant sur le tout. |